# Зігфрід Зельбергерр
Зігфрід Зельбергерр (нар. 3 серпня 1955) — австрійський вчений в галузі мікроелектроніки, професор Інституту мікроелектроніки Віденського технічного університету. Займається дослідженнями і комп'ютерним моделюванням фізичних явищ у мікро- і наноелектронних структурах.

## Біографія
З 1988 Зігфрід Зельбергерр є професором Віденського технічного університету за спеціальністю «Програмне забезпечення та комп'ютерні технології для мікроелектронних систем». Закінчив Віденський технічний університет за спеціальністю «Електротехніка та електроніка» в 1978 році. Захистив кандидатську (нім. Doktor der technischen Wissenschaften) і докторську (нім. Habilitation zum Dozenten) дисертації в 1981 і 1984 роках відповідно. Був запрошеним дослідником в Bell Labs. 
У період з 1996 до 2020 року професор Зельбергерр був заслуженим лектором  IEEE.
У період 1998—2005 років займав посаду декана факультету електротехніки та інформаційних технологій Віденського технічного університету. 
Більше того, з 2001 по 2018 рік він був членом та заступником голови наглядової ради ams AG, після чого він є науковий радник ради. 
З 2004 року член консультативної ради Міжвузівського департаменту з агробіотехнологій (IFA, Тульн-на-Дунаї).

## Наукова діяльність
За свою наукову кар'єру професор Зельбергерр спільно зі своїми співробітниками опублікував понад 400 статей у рецензованих журналах і понад 1200 робіт у збірниках праць наукових конференцій, з яких більше 250 є запрошеними доповідями. Він також є автором 3 монографій і редактором 40 томів збірників наукових творів. Також під його керівництвом були захищені понад 100 кандидатських дисертацій. У ході своєї дослідницької діяльності розробив симулятор MINIMOS для дослідження фізичних властивостей напівпровідникових приладів на основі структур метал-діелектрик-напівпровідник, в якому, зокрема, використовував модель рухливості носіїв заряду, названу згодом його ім'ям. Керує численними спільними науково-дослідними проектами у співпраці з такими відомими напівпровідниковими компаніями та фінансово-науковими установами, як Австрійський науковий фонд фундаментальних досліджень (FWF), Дослідницька асоціація імені Крістіана Допплера (CDG), Європейська дослідницька рада (ERC).

## Нагороди
- 2021: Заслужений член Азіатсько-Тихоокеанської асоціації штучного інтелекту [4]
- 2021: Довічний член Інститут інженерів з електротехніки та електроніки
- 2018: Нагорода Інституту інженерів електротехніки та електроніки імені Кледо Брунетті
- 2015: Медаль Франца Дінгхофера, що присуджується Інститутом Дінгхофера і вручається в Парламенті Австрії
- 2014: Почесний знак Болгарської Академії Наук Марін Дринов зі стрічкою
- 2013: Дійсний член Європейської Академії
- 2011: Почесний орден Срібний Командорський Хрест за видатні заслуги перед землею Нижня Австрія (англ. Silver Commander's Cross of the Order of Merit for Distinguished Service for the Federal Province of Lower Austria)
- 2009: Ініціативний науковий проект Європейської дослідницької ради
- 2006: Почесний доктор Університету міста Ніш
- 2005: Орден Пошани за заслуги перед Австрійською Республікою — Офіцерський Хрест (англ. Grand Decoration of Honour for Services to the Republic of Austria)
- 2004: Дійсний член Європейської академії наук і мистецтв (англ. Full Member of the European Academy of Sciences and Arts)
- 2001: Премія Австрійської академії наук (англ. Austrian Academy of Sciences) імені Ервіна Шредінгера
- 1994: Медаль Вільгельма Екснера від Австрійської асоціації торгівлі (англ. Austrian Association for Small and Medium-sized Enterprises)
- 1993: Заслужений член Інститут інженерів з електротехніки та електроніки
- 1986: Премія Австрійського комп'ютерного товариства (англ. Austrian Computer Society) імені Хайнца Цеманека
- 1983: Премія Віденського технічного університету імені Ернста Ферера

## Основні публікації

### Журнальні статті
- L. Filipovic, S. Selberherr. Thermo-Electro-Mechanical Simulation of Semiconductor Metal Oxide Gas Sensors., Materials, Vol.12, No.15, pp. 2410-1–2410-37, 2019, doi:10.3390/ma12152410.
- V. Sverdlov, S. Selberherr. Silicon Spintronics: Progress and Challenges., Physics Reports, Vol.585, pp. 1–40, 2015, doi:10.1016/j.physrep.2015.05.002.
- H. Ceric, S. Selberherr. Electromigration in Submicron Interconnect Features of Integrated Circuits., Materials Science and Engineering R, Vol.71, pp. 53–86, 2011, doi:10.1016/j.mser.2010.09.001.
- V. Sverdlov, E. Ungersboeck, H. Kosina, S. Selberherr. Current Transport Models for Nanoscale Semiconductor Devices., Materials Science and Engineering R, Vol.58, No.6-7, pp. 228–270, 2008, doi:10.1016/j.mser.2007.11.001.
- T. Grasser, T.-W. Tang, H. Kosina, S. Selberherr. A Rewiew of Hydrodynamic and Energy-Transport Models for Semiconductor Device Simulation., Proceedings of the IEEE, Vol.91, No.2, pp. 251–274, 2003, doi:10.1109/JPROC.2002.808150.
- S. Selberherr, A. Schütz, H. Pötzl. MINIMOS — A Two-Dimensional MOS Transistor Analyzer., IEEE Trans.Electron Devices, Vol.ED-27, No.8, pp. 1540–1550, 1980, doi:10.1109/T-ED.1980.20068.

### Книги
- M. Nedjalkov, I. Dimov, S. Selberherr. Stochastic Approaches to Electron Transport in Micro- and Nanostructures, Birkhäuser, Basel, ISBN|978-3-030-67916-3, 214 страниц, 2021, doi:10.1007/978-3-030-67917-0.
- R. Klima, S. Selberherr. Programmieren in C, 3. Auflage, Springer-Verlag, Wien-New York, ISBN 978-3-7091-0392-0, 366 страниц, 2010, doi:10.1007/978-3-7091-0393-7.
- J.W. Swart, S. Selberherr, A.A. Susin, J.A. Diniz, N. Morimoto. (Eds.) Microelectronics Technology and Devices, The Electrochemical Society, ISBN 978-1-56677-646-2, 661 страниц, 2008.
- T. Grasser, S. Selberherr. (Eds.) Simulation of Semiconductor Processes and Devices, Springer-Verlag, Wien-New York, ISBN 978-3-211-72860-4, 460 страниц, 2007, doi:10.1007/978-3-211-72861-1.
- F. Fasching, S. Halama, S. Selberherr. (Eds.) Technology CAD Systems, Springer-Verlag, Wien-New York, ISBN 978-3-7091-9317-4, 309 страниц, 1993, doi:10.1007/978-3-7091-9315-0.
- S. Selberherr. Analysis and Simulation of Semiconductor Devices, Springer-Verlag, Wien-New York, ISBN 978-3-7091-8754-8, 294 страниц, 1984, doi:10.1007/978-3-7091-8752-4.